# Milanovac (Verőce)
Milanovac falu Horvátországban Verőce-Drávamente megyében. Közigazgatásilag Verőcéhez tartozik.

## Fekvése
Verőce központjától 3 km-re délre, Nyugat-Szlavóniában, a Bilo-hegység északi lejtőin, Szentgyörgy és Rezovác között fekszik.

## Története
A verőcei szőlőhegyen a mai Milanovac területén 1757-ben a Szentháromság tiszteletére kápolnát építettek. Az első kápolna még fából készült, de 1782-ben téglából építették át. Ugyancsak 1757-ben egy Szent Kereszt kápolna is épült itt, de a II. világháborúban egy bombatámadás során megsemmisült. A verőceiek minden évben a Szentháromság és a Szent Kereszt ünnepét követő vasárnap körmenetben zarándokoltak el a két kápolnához. Milanovac neve a városiak kirándulóhelyeként a 19. században tűnik fel. 1880-ban a mai Milanovacot alkotó Sv. Križ és Sv. Trojstvo településeknek együtt 171 lakosuk volt, akik főként szőlőtermesztéssel, borászattal foglalkoztak. Az első világháború után 1918-ban az új szerb-horvát-szlovén állam, majd később (1929-ben) Jugoszlávia része lett. A második világháború után a település a szocialista Jugoszláviához tartozott. A háború után az egyik vincellérházat iskolává alakították át. Az új iskola épülete 1968-ban nyílt meg. 1978-ban felépítették a közösségi házat. A délszláv háború idején a laktanya elfoglalásáig az akkori Milanovac motelben működött a város déli horvát erőinek katonai parancsnoksága. 2003-ban megalapították a milanovaci római katolikus plébániát, melyhez Szentgyörgy, Podgorje és Golo Brdo településeket csatolták. Felépült az új plébániatemplom, melyet boldog Alojzije Stepinac tiszteletére szenteltek.

## Lakossága
| Lakosság változása | Lakosság változása | Lakosság változása | Lakosság változása | Lakosság változása | Lakosság változása | Lakosság változása | Lakosság változása | Lakosság változása | Lakosság változása | Lakosság változása | Lakosság változása | Lakosság változása | Lakosság változása | Lakosság változása | Lakosság változása |
| ------------------ | ------------------ | ------------------ | ------------------ | ------------------ | ------------------ | ------------------ | ------------------ | ------------------ | ------------------ | ------------------ | ------------------ | ------------------ | ------------------ | ------------------ | ------------------ |
| 1857               | 1869               | 1880               | 1890               | 1900               | 1910               | 1921               | 1931               | 1948               | 1953               | 1961               | 1971               | 1981               | 1991               | 2001               | 2011               |
| 0                  | 0                  | 0                  | 0                  | 0                  | 0                  | 0                  | 0                  | 811                | 901                | 978                | 1.285              | 1.238              | 1.612              | 1.654              | 1.711              |

(1991-től önálló településként.)

## Nevezetességei
- Boldog Alojzije Stepinac tiszteletére szentelt római katolikus plébániatemploma.
- A Szentháromság tiszteletére szentelt kápolnája 1782-ben épült az 1757-ben épített fakápolna helyén.
- A faluban emlékoszlopot emeltek Strossmayer püspök 1862-es itteni látogatása emlékére, melynek másolata ma is látható a közösségi ház előtt.
- Milanovacon található a Bilo-hegység egyik legszebb kilátója, ahonnan szép időben egészen a magyarországi Pécsig is ellátni.

## Sport
Az NK Sokol Milanovac labdarúgóklubot 1978-ban alapították.